# 川田泰代
川田 泰代（かわた やすよ、1916年8月12日 - 2001年5月5日）は、日本のジャーナリスト、平和運動家。『婦人画報』の編集者、編集長として活動した後、フリーランスの著述業に転じ、アムネスティ・インターナショナルの活動に参画し、もっぱら東アジアの政治犯、いわゆる「良心の囚人」の救援活動に携わった。

## 経歴
大阪府大阪市に生まれる。
1937年に東京女子大学を卒業して『婦人画報』の編集者となるが、1939年に退社して、結婚し、3児の母となる。
戦後、離婚して、1950年に『婦人画報』に復帰し、後に編集長となる。
1960年にはオーストリアで開催された第2回世界ジャーナリスト会議に参加した。またこの前後には、さらに中国、ソビエト連邦、東ドイツ、ハンガリー、チェコスロバキアといった当時の東側諸国から招待を受けて歴訪する。帰国後、『モダンリビング』編集長に転じたが、これは左遷であったという。1962年に婦人画報社を離れてフリーランスとなる。
1966年、孫文先生生誕百周年記念委員会事務局長を務める。
1970年には、アムネスティ日本支部の設立に参画し、1973年のアムネスティ世界大会では、金大中の救援を訴えた。1972年には、陳玉璽事件を取り上げた著書『良心の囚人―陳玉璽小伝』を発表した。また、この間、アジア政治犯情報センターの創立に関わるなど、良心の囚人の救援活動に携わった。

## 家族
父、川田友之は大観社書店を経営していた実業家で、長谷川テルは、その従妹に当たる。また、泰代の姉、和枝の娘が女優の吉永小百合である。